# Stactobia throhir
Stactobia throhir är en nattsländeart som beskrevs av Schmid 1983. Stactobia throhir ingår i släktet Stactobia och familjen smånattsländor. Inga underarter finns listade i Catalogue of Life.